# Deschampsia Point
Der Deschampsia Point ist eine Landspitze an der Nordwestseite von Signy Island im Archipel der Südlichen Orkneyinseln. Sie liegt 500 m nordöstlich der Spindrift Rocks.
Das UK Antarctic Place-Names Committee benannte sie 1991 nach den hier vom British Antarctic Survey gefundenen Standort der Antarktischen Schmiele (Deschampsia antarctica).